# Jimer Fory
Jimer Esteban Fory Mejía (Santander de Quilichao, 24 maggio 2002) è un calciatore colombiano, centrocampista dei Portland Timbers.

## Carriera
È cresciuto nel settore giovanile dell'Atlético Nacional ed ha debuttato in prima squadra il 29 ottobre 2020 nell'incontro di Coppa Sudamericana pareggiato 1-1 contro il River Plate (M). Nell'estate del 2022 è stato ceduto in prestito al Deportivo Pereira, ed il 28 novembre ha segnato il suo primo gol nel successo per 5-1 sull'Ind. Santa Fe. Il prestito al club giallorosso è stato in seguito esteso anche al 2023.
Nel 2024 è passato con la stessa formula all'Independiente Medellín.

## Statistiche

### Presenze e reti nei club
Statistiche aggiornate all'11 gennaio 2025.
| Stagione                 | Squadra                  | Campionato               | Campionato | Campionato | Coppe nazionali | Coppe nazionali | Coppe nazionali | Coppe continentali | Coppe continentali | Coppe continentali | Altre coppe | Altre coppe | Altre coppe | Totale | Totale | Totale |
| Stagione                 | Squadra                  | Comp                     | Pres       | Reti       | Comp            | Pres            | Reti            | Comp               | Pres               | Reti               | Comp        | Pres        | Reti        | Pres   | Reti   |        |
| ------------------------ | ------------------------ | ------------------------ | ---------- | ---------- | --------------- | --------------- | --------------- | ------------------ | ------------------ | ------------------ | ----------- | ----------- | ----------- | ------ | ------ | ------ |
| 2020                     | Atlético Nacional        | A                        | 2          | 0          | CC              | 1               | 0               | CS                 | 1                  | 0                  | -           | -           | -           | 4      | 0      |        |
| 2021                     | Atlético Nacional        | A                        | 11         | 0          | CC              | 3               | 0               | CL                 | 0                  | 0                  | -           | -           | -           | 14     | 0      |        |
| 2022                     | Atlético Nacional        | A                        | 6          | 0          | CC              | 0               | 0               | CL                 | 0                  | 0                  | -           | -           | -           | 6      | 0      |        |
| Totale Atlético Nacional | Totale Atlético Nacional | Totale Atlético Nacional | 19         | 0          |                 | 4               | 0               |                    | 1                  | 0                  |             | -           | -           | 24     | 0      |        |
| 2022                     | Deportivo Pereira        | A                        | 27         | 1          | CC              | 0               | 0               | -                  | -                  | -                  | -           | -           | -           | 27     | 1      |        |
| 2023                     | Deportivo Pereira        | A                        | 21         | 0          | CC              | 2               | 0               | CL                 | 10                 | 2                  | SL          | 1           | 0           | 34     | 2      |        |
| Totale Deportivo Pereira | Totale Deportivo Pereira | Totale Deportivo Pereira | 48         | 1          |                 | 2               | 0               |                    | 10                 | 2                  |             | 1           | 0           | 61     | 3      |        |
| 2024                     | Independiente Medellín   | A                        | 27         | 0          | CC              | 6               | 0               | CS                 | 10                 | 0                  | -           | -           | -           | 43     | 0      |        |
| Totale carriera          | Totale carriera          | Totale carriera          | 94         | 1          |                 | 12              | 0               |                    | 21                 | 2                  |             | 1           | 0           | 128    | 3      |        |

## Palmarès

### Club

#### Competizioni nazionali
- Copa Colombia: 1

Atlético Nacional: 2021
- Campionato colombiano: 1

Deportivo Pereira: 2022 (Clausura)